# 仙王座 W
仙王座 W是位於仙王座這個星座的一顆光譜聯星和變星。他被認為是仙王座 OB1星協的成員，距離我們大約8,000光年。

## 發現
仙王座W是在1865年被報告為變星，它的變光範圍在7.3至8.3等。它在1903年出版的波恩星表篇目為BD+57°2568，而在HD星表的序號是HD 214369。
在1925年，仙王座 W被列入Be星的表單中。它的光譜類型被認定為低溫的Mep 。依據1949年的頻譜，它被歸類為K0ep Ia，但也被認為有一顆小的高溫伴星，並加上不尋常的紅外過量。研究來自伴星的紫外線光譜吸收線，它的光譜被歸類為B0-1。

## 系統
仙王座 W的系統包括一顆K型超巨星與一顆光譜類型為早期B型的非超巨星伴星。這顆恆星有不尋常的發射線，包括由含有塵埃和電離氣體的星周包層產生的許可和禁制的FeII線。使用斑點干涉解析出兩顆成員相距0.262"。已提出可能的軌道週期是2,090日。

## 變異性
仙王座 W的亮度變化從7等至9等。變星總表將它列為半規則變星，試圖找出週期但是只顯示隨機的光度變化。

## 外部連結
- AAVSO chart of comparison stars for W Cephei（页面存档备份，存于）
- British Astronomical Association VSS light curves（页面存档备份，存于）